# 鸽子山遗址
鸽子山遗址位于中华人民共和国宁夏回族自治区青铜峡市境内贺兰山东麓台地中段的鸽子山一带，是一处处于旧石器时期和新石器时期的过渡时期的古文化遗址。该遗址最早被发现于1984年，1990年时曾被试掘，后于1993至1997年、2014年和2016年被多次考古发掘，期间发掘出大量石制品和动物化石。2006年，鸽子山遗址被列为全国重点文物保护单位。

## 发现
鸽子山遗址位于中华人民共和国宁夏回族自治区吴忠市青铜峡市瞿靖镇蒋西村15公里处的贺兰山东麓台地中段的鸽子山盆地东部，最早于1984年的宁夏文物普查中被发现，当时青铜峡文物管理所的工作人员在此发现了零星的红陶残片，并初步断定此处为一处新石器时期遗址。1990年，考古工作着对该处遗址展开了试掘，并发掘出了大量文物。1993年至1997年，宁夏文物考古研究所联合美国内华达州山间考古研究所、加利福尼亚大学人类学系、犹他州沙漠地质局等单位组成中美联合考古队对鸽子山遗址展开发掘，先后在鸽子山一带的5平方公里范围内发现15个文物点，并曾对其中的第三、第四文物点进行过三次调查和小面积发掘，其中绝大多数为泉墩。这几次发掘后，通过C-14测定，考古人员将鸽子山遗址的文化层年代确定为距今12700～10200年的范围。2006年，鸽子山遗址被列为全国重点文物保护单位。2014年，宁夏文物考古研究所与中国科学院古脊椎动物与古人类研究所等组成的联合考古队在鸽子山遗址的第十文物点展开考古发掘工作，其中第一阶段共计耗时一个月，考古行动在100平方米的范围内发掘了4个不同时期的文化层，经过研究后，鸽子山遗址基本被断定为距今12700年至8000年的旧石器时期和新石器时期的过渡时期。2016年5月底，由宁夏文物考古研究所、中科院、北京大学、中国社会科学院等组成的考古队在青铜峡市文物管理所的配合下再次对鸽子山遗址展开发掘。此次发掘成果被列入2016年全国十大考古新发现。

## 出土文物
1990年的试掘中，考古工作者在鸽子山遗址发掘出了由各色细石英岩和少量玛瑙、燧石、细泥岩和水晶等制作而成的石器，其中有石核、刮削器、尖状器、砍砸器等不同种类。1993年至1997年的3次发掘中，考古队员从鸽子山遗址发掘或采集到2500多件各类石制器、动物化石，其中有一些有典型的细石器工艺和两面器加工技术的敲砸器、切割器等石制品，质地大多为石英岩。2014年，考古人员在鸽子山遗址发掘出了上万件文物，其中9000多件为被火烧烤至龟裂变色的烧石、其余则多为石器、装饰品和食草类哺乳动物的牙齿与骨骼。